# Giornico
Giornico é uma comuna da Suíça, no Cantão Tessino, com cerca de 948 habitantes. Estende-se por uma área de 19,5 km², de densidade populacional de 49 hab/km². Confina com as seguintes comunas: Anzonico, Bodio, Cavagnago, Chironico, Frasco, Personico, Sobrio.
A língua oficial nesta comuna é o Italiano.